# Vlag van El Salvador

Dienst- en oorlogsvlag van El Salvador

Civiele vlag en alternatieve staatsvlag

Handelsvlag en alternatieve staatsvlag

De vlag van El Salvador werd aangenomen op 27 september 1972. De vlag is een driekleur in de kleuren blauw-wit-blauw en is er in drie varianten. De meeste bekende variant is de Bandera magna ("grootse vlag"), die in gebruik is als dienstvlag (te land) en oorlogsvlag (te land en ter zee). In het midden van de witte baan van deze vlag staat het wapen van El Salvador. Een gelijksoortige vlag, zonder wapen, dient als civiele vlag. Vaak (en als handelsvlag altijd) wordt deze (in gele letters) voorzien van het motto: "DIOS UNION LIBERTAD" (Spaans voor: God, Eenheid, Vrijheid).

## Symboliek
Een bespreking van de symboliek van de vlag kan het beste in drie delen uiteenvallen: de symboliek van de blauw-wit-blauwe kleurencombinatie, de betekenissen van de elementen in het wapen en de symboliek van het nationale motto.

### Blauw-wit-blauw
De kleurencombinatie blauw-wit-blauw is afgeleid van de vlag van de Verenigde Staten van Centraal-Amerika. De Verenigde Staten van Centraal-Amerika was een federatie van Centraal-Amerikaanse staten, die bestond van 1823 tot 1841. Dit land voerde een blauw-wit-blauwe vlag met in de witte baan het nationale wapen. Het blauw-wit-blauw is gebaseerd op de vlag van Argentinië, want Argentinië was het eerste land dat onafhankelijk was geworden van Spaans-Amerika. Daarnaast symboliseert deze kleurenvolgorde de ligging van het 'zuivere' (witte) Amerika tussen de Atlantische en de Grote Oceaan. Het witte deel verwijst ook naar de rijkdom die de Midden-Amerikaanse liberalen hoopten te halen uit de handel tussen beide Oceanen, evenals de hoop dat de Federatie zou uitgroeien tot een moderne democratische staat.
Opmerkelijk is dat de symboliek van de vlag van El Salvador nog steeds verwijst naar de ligging van het land tussen twee oceanen, terwijl het land alleen een kustlijn met de Grote Oceaan heeft.

### Nationale wapen
Het wapen van El Salvador vertoont grote gelijkenis met het wapen van de Verenigde Staten van Centraal-Amerika. Het toont enerzijds geografische elementen die moeten symboliseren dat Centraal-Amerika veel vulkanen heeft en tussen twee oceanen ligt. Anderzijds toont het vrijheids- en gelijkheidssymbolen als de frygische muts, de regenboog en de driehoek.

### Dios, Union, Libertad
In militaire vlaggen van de Verenigde Staten van Centraal-Amerika stond vaak de leuze DIOS UNION LIBERTAD ("God, Eenheid, Vrijheid"). Deze liberale leuze verwijst naar de katholieke religie, de wens van met name criollo-ondernemers en -kooplieden die maatschappelijk een betere positie wensten, vrijheid, vrijhandel en handhaving van de maatschappelijke stabiliteit. El Salvador heeft deze leuze later overgenomen als nationale motto.

## Ontwerp
De Bandera magna heeft doorgaans een wat ongewone hoogte-breedteverhouding van 189:335. Volgens de Salvadoraanse wet moet deze vlag 3,35 meter breed en 1,89 lang zijn, maar mag men van deze afmetingen afwijken wanneer de omstandigheden dat vereisen. Precies in het midden van de Bandera magna staat het nationale wapen.
De andere twee varianten hebben een hoogte-breedteverhouding van 3:5.
De drie banen zijn in alle versies van de vlag van gelijke hoogte; zij nemen dus elk een derde van de hoogte van de vlag in.

## Geschiedenis
Zoals vermeld is de huidige vlag in gebruik sinds 1972. De vlag wordt echter al sinds 1912 gebruikt, maar aangezien de wetgeving waarin het ontwerp geregeld was voor het laatst in 1972 inhoudelijk werd gewijzigd, kan gesteld worden dat het huidige vlagontwerp pas vanaf dat jaar in gebruik is. Eerder werd de vlag tussen 1822 en 1865 gebruikt.

### De eerste Salvadoraanse vlag
De elites van San Salvador en San Vicente verklaarden zich in 1822 onafhankelijk van Mexico en wilden Centraal-Amerika verenigen in een onafhankelijke staat. Zij namen in februari 1822 een blauw-wit-blauwe vlag aan, naar de symboliek die hierboven is beschreven en afgeleid van de Argentijnse vlag. Hoewel El Salvador als staat nog niet bestond, kunnen de opstandelingen beschouwd worden als voorloper van El Salvador en hun vlag als eerste 'Salvadoraanse' vlag. De opstandelingen slaagden in hun opzet: in 1823 werd de Verenigde Staten van Centraal-Amerika gesticht. Op 5 maart 1824 werd El Salvador officieel gesticht, als deelstaat van deze federatie. Het Salvadoraanse wapen werd in het midden van de vlag geplaatst en deze vlag zou — ook na het onafhankelijk worden in januari 1841 — tot 1865 in gebruik blijven, waarbij opgemerkt moet worden dat het afgebeelde wapen wel enkele malen werd aangepast.

### Vlaggen van de Verenigde Staten van Centraal-Amerika
De huidige vlag van El Salvador is in feite afgeleid van de vlag van de Verenigde Staten van Centraal-Amerika, die weer beïnvloed is door de Salvadoraanse opstandelingen die Centraal-Amerika wilden verenigen. Deze vlag bestond uit drie horizontale banen in de kleurencombinatie blauw-wit-blauw, met in het midden het nationale wapen. In de periode dat deze federatie bestond (1823-1841, vanaf 1825 Federale Republiek van Centraal-Amerika geheten), fungeerde de Salvadoraanse vlag als deelstaatsvlag en was de federale vlag de nationale vlag.
|  |  |

De andere landen die uit deze federatie voortgekomen zijn (Costa Rica, Guatemala, Honduras en Nicaragua), hebben hun vlag ook op de vlag van de Verenigde Staten van Centraal-Amerika gebaseerd. De vlaggen van deze landen bestaan namelijk ook uit de kleurenvolgorde blauw-wit-blauw. Alleen Costa Rica heeft de kleur rood toegevoegd; in de vlag van Guatemala zijn de drie banden verticaal.

### De SalvadoraanseStars and Stripes
Tussen 1865 en 1912 gebruikte het land achtereenvolgens een serie andere vlaggen, die allen sterk lijken op de vlag van de Verenigde Staten en daarom vaak de "Salvadoraanse Stars and Stripes" genoemd worden. Het gaat om een vlag met negen blauwe en witte strepen met in de bovenhoek aan de hijskant een rood kanton met een aantal witte vijfpuntige sterren. In de staatsvlag werden de sterren soms vervangen door het nationale wapen. Het kanton was altijd vierkant en het aantal sterren kwam overeen met het aantal departementen waarin het land was onderverdeeld. Omdat het aantal departementen door splitsing een aantal maal werd uitgebreid, veranderde ook het aantal sterren mee.
De eerste Stars and Stripes werd in april 1865 aangenomen. Deze toonde negen sterren in drie rijen van drie als verwijzing naar de departementen Chalatenango, Cuscatlán, La Libertad, La Paz, San Miguel, San Salvador, Santa Ana, San Vicente en Sonsonate.
In juni 1865 werd het aantal departementen, en dus het aantal sterren op de vlag, uitgebreid tot elf (La Unión en Usulután werden gesticht), waarna er in 1869 weer één bij kwam (Ahuachapán). De vlag van 1869 toonde dan ook twaalf sterren in drie rijen van vier. In 1873 kwam er weer een departement bij (Cabañas), waardoor er in de middelste rij een ster bij werd geplaatst.
In 1875 zou het aantal sterren uitgebreid worden tot veertien, omdat dat jaar het veertiende departement gecreëerd werd (Morazán, tot 1877 Gotera geheten). Dit aantal departementen is sindsdien niet meer veranderd is. De sterren werden geplaatst in drie rijen, twee van vijf met daartussenin een van vier. Er was ook een variant in omloop met vier rijen van 4-3-4-3 sterren.
Deze laatste vlag zou tot 1912 in gebruik blijven, tot zij werd vervangen door de huidige vlag. Tussendoor was de vlag echter één maand buiten gebruik. In 1896 ging El Salvador samen met Honduras en Nicaragua de Republiek van Centraal-Amerika vormen. Deze nam op 2 november 1898 een eigen vlag aan, die ook de functie van vlag van El Salvador ging vervullen. Dezelfde maand werd deze Republiek echter opgeheven en op 1 december werd de Salvadoraanse vlag van 1875 weer in gebruik genomen.